# Maison des Visconti di Modrone
 (décembre 2023).
La mise en forme du texte ne suit pas les recommandations de Wikipédia : il faut le « wikifier ».
Les points d'amélioration suivants sont les cas les plus fréquents. Le détail des points à revoir est peut-être précisé sur la page de discussion.
- Les titres sont pré-formatés par le logiciel. Ils ne sont ni en capitales, ni en gras.
- Le texte ne doit pas être écrit en capitales (les noms de famille non plus), ni en gras, ni en italique, ni en « petit »…
- Le gras n'est utilisé que pour surligner le titre de l'article dans l'introduction, une seule fois.
- L'italique est rarement utilisé : mots en langue étrangère, titres d'œuvres, noms de bateaux, etc.
- Les citations ne sont pas en italique mais en corps de texte normal. Elles sont entourées par des guillemets français : « et ».
- Les listes à puces sont à éviter, des paragraphes rédigés étant largement préférés. Les tableaux sont à réserver à la présentation de données structurées (résultats, etc.).
- Les appels de note de bas de page (petits chiffres en exposant, introduits par l'outil «  Source ») sont à placer entre la fin de phrase et le point final[comme ça].
- Les liens internes (vers d'autres articles de Wikipédia) sont à choisir avec parcimonie. Créez des liens vers des articles approfondissant le sujet. Les termes génériques sans rapport avec le sujet sont à éviter, ainsi que les répétitions de liens vers un même terme.
- Les liens externes sont à placer uniquement dans une section « Liens externes », à la fin de l'article. Ces liens sont à choisir avec parcimonie suivant les règles définies. Si un lien sert de source à l'article, son insertion dans le texte est à faire par les notes de bas de page.
- La présentation des références doit suivre les conventions bibliographiques. Il est recommandé d'utiliser les modèles {{Ouvrage}}, {{Chapitre}}, {{Article}}, {{Lien web}} et/ou {{Bibliographie}}. Le mode d'édition visuel peut mettre en forme automatiquement les références.
- Insérer une infobox (cadre d'informations à droite) n'est pas obligatoire pour parachever la mise en page.

Pour une aide détaillée, merci de consulter Aide:Wikification.
Si vous pensez que ces points ont été résolus, vous pouvez retirer ce bandeau et améliorer la mise en forme d'un autre article.
La maison des Visconti de Modrone est une branche de celle des Visconti de Milan. Son origine remonte au XVIIe siècle et elle existe encore aujourd'hui.
Depuis le XIXe siècle, plusieurs membres de la lignée ont acquis une notoriété dans différents domaines de la vie publique, notamment le metteur en scène de théâtre et réalisateur de cinéma Luchino Visconti.

## Origines
Les Visconti de Modrone descendent d'Uberto, frère cadet de Matteo Visconti, seigneur de Milan, entre 1287 et 1322. La résidence principale des premières générations des descendants d'Uberto se trouvait dans le château de Somma Lombardo. Ils étaient alors connus sous le nom de Visconti di Somma.
En 1473, les deux frères Francesco et Guido Visconti di Somma se partagèrent le château et les autres propriétés familiales. En 1683, Niccolò Visconti di Somma, descendant de Guido, épousa Teresa Modroni, à l'origine de la lignée Visconti di Modrone.
Le titre de comte de Lonate Pozzolo remonte à l'époque où Guido Visconti di Somma a reçu les propriétés et droits nobles de Lonate Pozzolo, à quelques kilomètres au sud de Somma Lombardo, dans la division avec son frère Francesco en 1473.

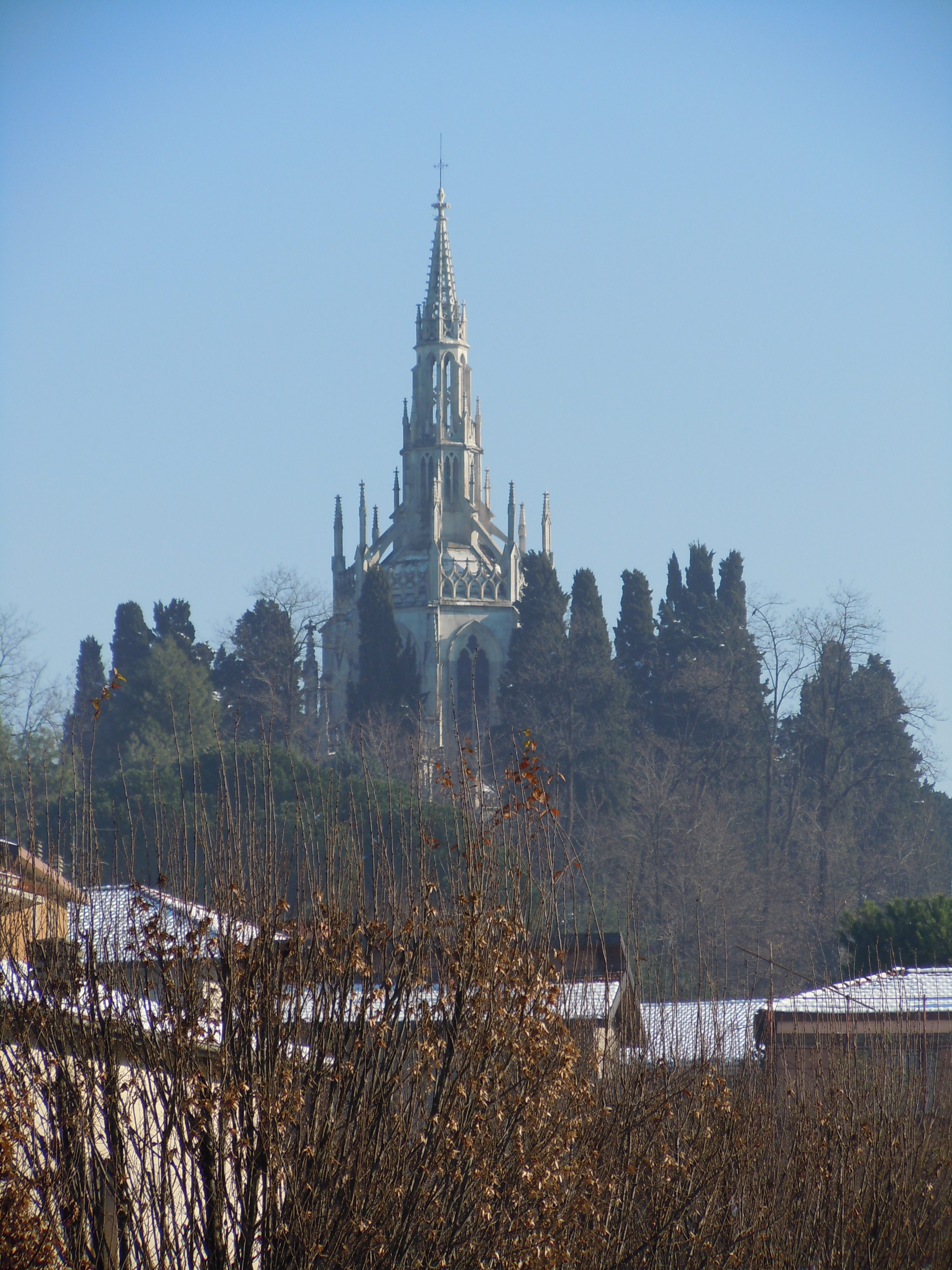
Le mausolée de la famille Visconti di Modrone, vu de Veduggio.

En 1778, Francesco Antonio Visconti di Modrone, petit-fils de Niccolò Visconti di Somma, obtient le titre de marquis de Vimodrone. En 1813, le titre de duc Visconti di Modrone fut accordé par Napoléon à Carlo Visconti di Modrone (1770-1836).
Entre 1884 et 1890, un mausolée familial est érigé à Cassago Brianza. Son aspect, inspiré du dôme et des flèches de la cathédrale de Milan, fait désormais partie du paysage local. Aux XIXe et XXe siècles, différents membres de la famille ont fondé des entreprises industrielles autour de Milan : production de soie à Canegrate, usine de tissage à San Vittore Olona, usine de blanchiment à Somma Lombardo et filature de coton à Vaprio d'Adda.
Au début du XXe siècle, Giuseppe Visconti di Modrone (1879-1941), père du cinéaste Luchino, rénova un ensemble de masures et d'anciennes écuries entourant un château familial médiéval situé à 12 kilomètres de Plaisance dans la commune de Vigolzone et les a transformés en un village d'aspect moyen-âgeux, qui, au début du XXe siècle s'appelait Grazzano Visconti. En 1937, le titre de duc de Grazzano Visconti fut accordé à Giuseppe Visconti par le roi Victor-Emmanuel III d'Italie. Le château de Grazzano, construit en 1395 par Giovanni Anguissola, beau-frère de Gian Galeazzo Visconti, passa à la famille Visconti di Modrone après la mort du marquis Filippo Anguissola en 1870. Il appartient toujours à la famille.

## Membres notables
Parmi les membres de la famille affiliés à cette branche, on peut compter :
- Uberto Visconti di Modrone (1871-1923), entrepreneur ;
- Marcello Visconti di Modrone (1898-1964), fils d'Uberto ;
- Guido Visconti di Modrone (militaire) (it) (1901-1942) ;
- Luchino Visconti di Modrone (1906-1976), metteur en scène de théâtre, d'opéra et réalisateur de cinéma ;
- Eriprando Visconti di Modrone (1932-1995), réalisateur ;
- Violante Visconti di Modrone, décoratrice de décors aux Oscars nommée en 2017 Call Me by Your Name (film)[5],[6].

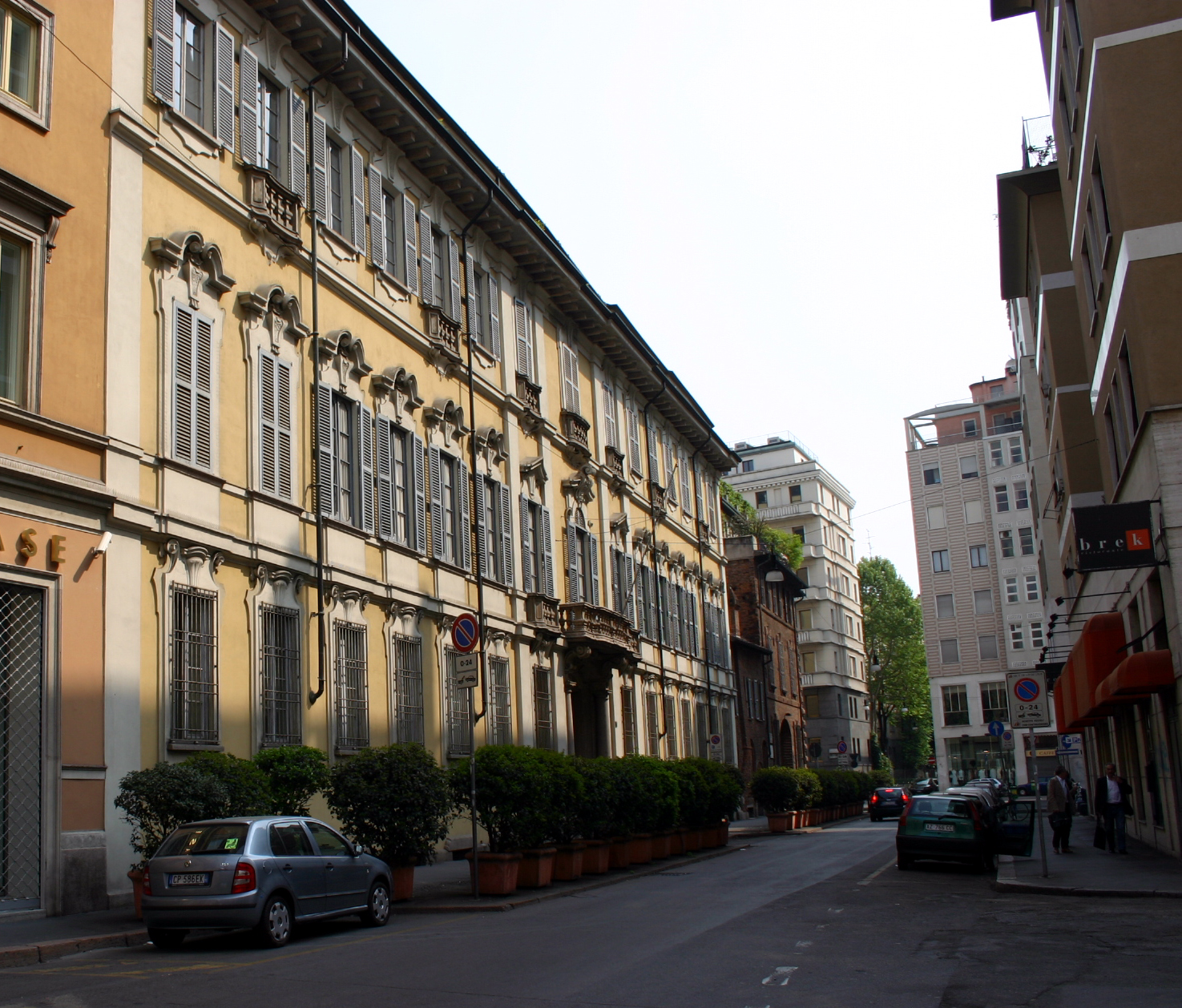
Palais Visconti de Modrone à Milan.
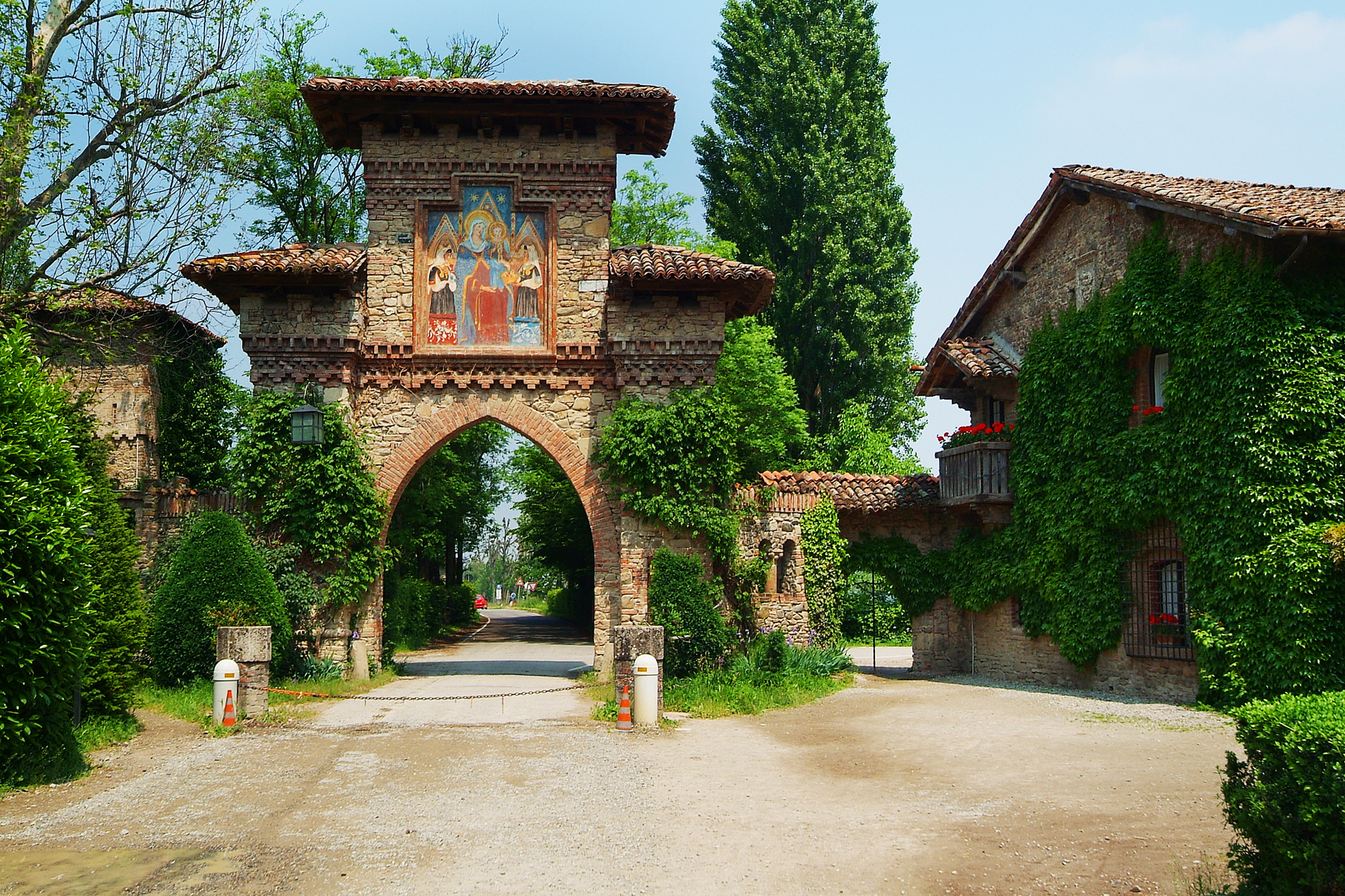
L'entrée de Grazzano Visconti.
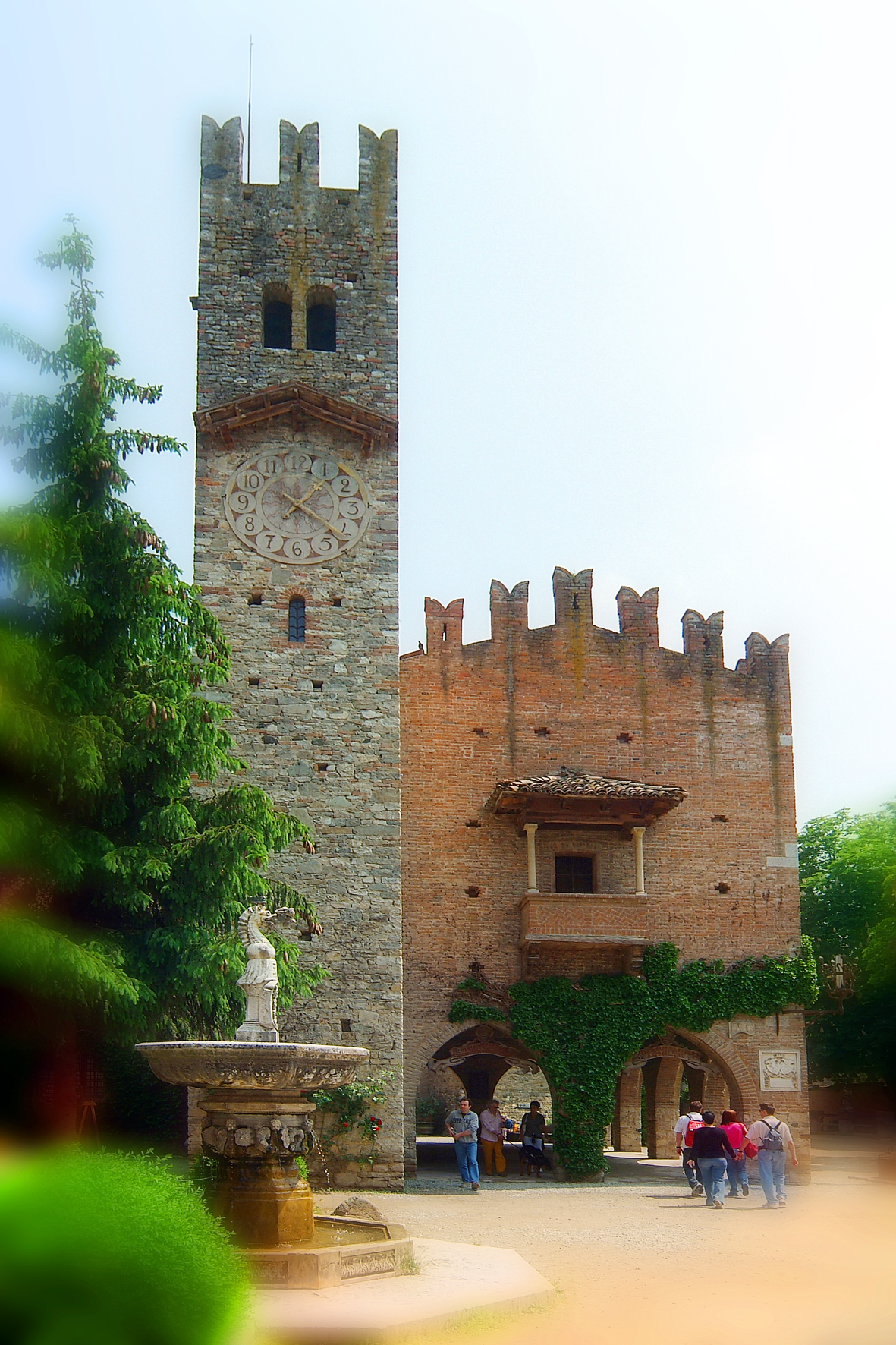
Château de Grazzano Visconti.